# Chenopodium oblanceolatum
Chenopodium oblanceolatum là loài thực vật có hoa thuộc họ Dền. Loài này được (Speg.) Giusti mô tả khoa học đầu tiên năm 1984.